# Darwinoptera
De Darwinoptera zijn een groep pterosauriërs, behorend tot de Monofenestrata.
In 2014 begreep Brian Andres dat er een zustergroep moest zijn van de Pterodactyliformes binnen de Monofenestrata. In het kader van het verschaffen van een de Pterosauria volledig dekkende nomenclatuur besloot hij die te benoemen als de Darwinoptera. De naam verwijst naar Darwinopterus, de eerste soort waarvan gerealiseerd werd dat zij een basale positie innam in de Pterodactylomorpha.
De klade Darwinoptera werd gedefinieerd als de groep bestaande uit de laatste gemeenschappelijke voorouder van Darwinopterus modularis Lü et alii 2010 en Pterorhynchus wellnhoferi Czerkas & Ji 2002, en al zijn afstammelingen. Aangezien Darwinoptera dus een nodusklade is, worden de Monofenestrata niet strikt in de Darwinoptera en Pterodactyliformes onderverdeeld: het kan zijn dat er soorten bestaan die op de tak liggen die naar de Darwinoptera voert maar die nog niet ontdekt of onderkend zijn.
De Darwinoptera ontstonden vermoedelijk in het vroege Jura. Ze stierven wellicht al uit in het late Jura.
De Darwinoptera zijn verdeeld in Pterorhynchus en de Wukongopteridae.